# Chāl Chūq
Chāl Chūq (persiska: چال چوق) är en ort i Iran.   Den ligger i provinsen Zanjan, i den nordvästra delen av landet, 210 km väster om huvudstaden Teheran. Chāl Chūq ligger 1 810 meter över havet och antalet invånare är 137.
Terrängen runt Chāl Chūq är kuperad. Runt Chāl Chūq är det ganska tätbefolkat, med 62 invånare per kvadratkilometer. Närmaste större samhälle är Abhar, 12,7 km öster om Chāl Chūq. Trakten runt Chāl Chūq består i huvudsak av gräsmarker.